# Capri Sun
Capri Sun (МФА: [ˈkæpri], в перекладі з англ. —  «Сонце Капрі») — бренд напоїв, названий на честь однойменного острова в Тірренському морі, що належить німецькій компанії WILD. Продукти бренду продаються в ламінованій фользі. Бренд засновано у 1969 році. В Нідерландах, Франції, Великій Британії, Бельгії та Ірландії правами на виготовлення продукції бренду володіє компанія Coca-Cola Enterprises. В Україні виробляється та продається з 1998 року.
З 1998 по 2016 роки виробництвом та дистрибуцією продукту в Україні займалася Росинка.